# Farinet ou la Fausse Monnaie
Farinet ou la Fausse Monnaie est un roman de Charles-Ferdinand Ramuz publié en 1932.

## Historique
Farinet ou la Fausse Monnaie est un roman de Charles-Ferdinand Ramuz (1878 † 1947), publié en janvier 1932 chez Mermod, à Lausanne .

« Farinet a été un faux-monnayeur véritable. Il a même eu son heure de célébrité (très locale) aux environs de 1880, dans tout le pays qui s'étend de Martigny à Sion. »

## Résumé
Dans le café Crittin à Mièges, les nommés Ardèvaz et Charrat, avec le père Fontana, se disent des choses à voix basse : « Farinet a le droit de faire de la fausse monnaie parce que son or est meilleur que celui du gouvernement… »

Mais, en ce moment, Farinet est couché sur sa paillasse dans une cellule de la prison de Sion.

## Éditions en français
- Farinet ou la Fausse Monnaie, édition de 1932 par Mermod, à Lausanne.
- Farinet ou la Fausse Monnaie, édition, remaniée, de 1932 chez Grasset, à Paris.
- Farinet ou la Fausse Monnaie, édition de 1941 dans le quinzième volume des Œuvres complètes aux Éditions Mermod, à Lausanne.
- Farinet ou la Fausse Monnaie, édition de 1951 en 2500 ex. numérotés par Rencontre, à Lausanne, sous le patronage et avec l'appui de la Fondation C.F. Ramuz.
- Farinet ou la Fausse Monnaie, édition de 2005 par Editions Plaisir de Lire, à Lausanne.

## Adaptation cinématographique
- 1939 : L'Or dans la montagne (ou Farinet ou L'Or dans la montagne) de Max Haufler.